# 五盖山镇
大奎上乡，是中华人民共和国湖南省郴州市苏仙区下辖的一个乡镇级行政单位。

## 行政区划
大奎上乡下辖以下地区：
大奎上社区、小坌村、栗木水村、三口洞村、铁甲坪村、上埂村、大奎上村、太坪头村和凉伞坪村。